# Friedrich Dürre
Ernst Friedrich Dürre (ur. 19 października 1834 w Lyonie, zm. 22 lutego 1905 w Eltville am Rhein) – niemiecki metalurg, autor kilku dzieł z zakresu hutnictwa żelaza, m.in. "Die Anlage und der Betrieb der Eisenhütten" (1880–1892, 3 t.).